# Cyrtopholis anacanta
Cyrtopholis anacanta is een spinnensoort uit de familie van de vogelspinnen (Theraphosidae). De wetenschappelijke naam van de soort werd voor het eerst geldig gepubliceerd in 1935 door Pelegrin Franganillo-Balboa.
De soort komt voor in Cuba.